# Argas striatus
Argas striatus är en fästingart som beskrevs av C.L. Bedford 1932. Argas striatus ingår i släktet Argas och familjen mjuka fästingar. Inga underarter finns listade i Catalogue of Life.